# Серебров, Александр Александрович
Алекса́ндр Алекса́ндрович Серебро́в (15 февраля 1944, Москва — 12 ноября 2013, там же) — советский космонавт. Герой Советского Союза (1982).
Рекордсмен (до 1997 года) по суммарному налёту на станции «Мир» и количеству выходов (10) в открытый космос.

## Биография
Родился 15 февраля 1944 года в Москве.
Отец — Александр Васильевич Серебров (1902—1985), военнослужащий, начальник уголовного розыска города Пушкин Ленинградской области. После окончания Отечественной войны отец с семьёй не жил; считая жену погибшей, он женился вторично.
Мать — Мария Владиславовна Куликовская (1909 — 21.04.2000), врач.
В 1958 году окончил семь классов средней школы № 14 города Кирова.
В 1961 году окончил (с серебряной медалью) среднюю школу № 36 города Москвы.
В 1967 году окончил Московский физико-технический институт.
После окончания института в течение 9 лет занимался научной деятельностью на одной из кафедр Московского физико-технического института.
В 1970 году окончил аспирантуру МФТИ по специальности «Физика жидкостей, газов и плазмы».
В 1974 году окончил Университет марксизма-ленинизма при Мытищинском горкоме КПСС. Член КПСС с 1976 года.
С 1976 года работал в научно-производственном объединении «Энергия», участвовал в разработке и испытаниях космических аппаратов. Кандидат технических наук (1976).
1 декабря 1978 года Александр Серебров зачислен в отряд советских космонавтов. Прошёл полный курс общекосмической подготовки и подготовки к полётам на космических кораблях типа «Союз Т» и орбитальной станции «Салют».
Совершил четыре полёта на космических кораблях «Союз Т-7» на «Салют-7» (вернулся на «Союз Т-5»), «Союз Т-8» на «Салют-7», «Союз ТМ-8» и «Союз ТМ-17» (обе экспедиции на станцию «Мир»). Суммарный налёт 372 суток 22 часа; совершил 10 выходов в открытый космос (суммарное время работы в безвоздушном пространстве — 31 час 48 минут). Превзошёл эти рекорды лишь Анатолий Соловьёв в 1997 году.
Статистика
| # | Стартовый корабль | Старт, UTC        | Экспедиция | Корабль посадки | Посадка, UTC      | Налёт                       | Выходы в открытый космос | Время в открытом космосе |
| - | ----------------- | ----------------- | ---------- | --------------- | ----------------- | --------------------------- | ------------------------ | ------------------------ |
| 1 | Союз Т-7          | 19.08.1982, 17:12 | Салют-7    | Союз Т-5        | 27.08.1982, 15:04 | 07 суток 21 часа 52 минуты  | 0                        | 0                        |
| 2 | Союз Т-8          | 20.04.1983, 13:10 |            | Союз Т-8        | 22.04.1983, 13:28 | 02 суток 00 часов 17 минуты | 0                        | 0                        |
| 3 | Союз ТМ-8         | 05.09.1989, 21:38 | Мир        | Союз ТМ-8       | 19.02.1990, 04:36 | 166 суток 06 часов 48 минут | 5                        | 17 часов 36 минут        |
| 4 | Союз ТМ-17        | 01.07.1993, 14:32 | Мир-14     | Союз ТМ-17      | 14.01.1994, 08:18 | 196 суток 17 часов 45 минут | 5                        | 14 часов 12 минут        |
|   |                   |                   |            |                 |                   | 372 суток 22 часа 52 минуты | 10                       | 31 час 48 минут          |

В 1988 году Александр Серебров без отрыва от космической подготовки стал президентом Всесоюзного молодёжного аэрокосмического общества «Союз» (ВАКО «Союз»), позднее ставшего Всероссийским молодёжным аэрокосмическим обществом «Союз», активно участвовал в работе Всероссийского конкурса «Космос», аэрокосмических смен во Всероссийском детском центре «Орлёнок».
Александр Серебров записал на борту орбитального комплекса «Мир» серию программ, ставших основой для уникальных образовательных фильмов серии «Уроки из космоса», которые послужили для привлечения молодёжи к космосу.
Построил самодельный автомобиль
10 мая 1995 года Александр Серебров был отчислен из отряда и уволен из РКК «Энергия» в связи с уходом на пенсию по выслуге лет.
Умер 12 ноября 2013 года, на 70-м году жизни. Похоронен 15 ноября на Останкинском кладбище.

## Семья
- Жена — Екатерина Прокофьевна Сереброва (Влащенко) (1942 г.р.), артистка балета государственного академического ансамбля народных танцев СССР, на пенсии.
  - Сын — Кирилл (1969 г.р.).

## Награды и почётные звания
Награды СССР и Российской Федерации

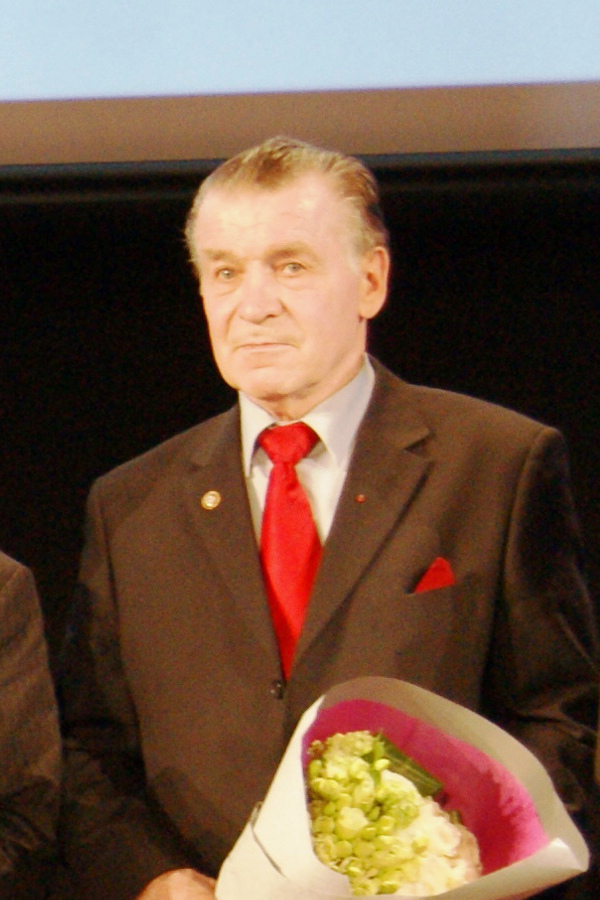
Александр Александрович Серебров в ЮНЕСКО на праздновании 50-летия полёта Юрия Гагарина. Апрель 2011 года

- Герой Советского Союза (Указ Президиума Верховного Совета СССР от 27 августа 1982, орден Ленина и медаль «Золотая Звезда» № 11480) — за успешное осуществление космического полёта на корабле «Союз Т-7» и орбитальном научно-исследовательском комплексе «Салют-7» — «Союз Т-5» и проявленные при этом мужество и героизм;
- орден Ленина (1983);
- орден Октябрьской Революции (1990);
- орден Дружбы народов (14 января 1994 года) — за успешное осуществление космического полёта на орбитальном научно-исследовательском комплексе «Мир» и проявленные при этом мужество и героизм[5].
- медаль «За заслуги в освоении космоса» (12 апреля 2011 года) — за большие заслуги в области исследования, освоения и использования космического пространства, многолетнюю добросовестную работу, активную общественную деятельность[6];
- юбилейная медаль «50 лет советской милиции» (награждён ею, когда в институте был командиром дружины, начальником оперативного отряда);
- медаль Алексея Леонова (Кемеровская область, 2015, посмертно) — за десять совершённых выходов в открытый космос[7].
- Благодарность Президента Российской Федерации (19 апреля 1995 года) — за большой личный вклад в развитие физической культуры и спорта, возрождение и становление спортивного общества «Спартак»[8].

Иностранные награды
- Офицер ордена Почётного легиона (Франция, 1988);
- орден Народной Республики Болгария 1-й степени (1988).

Звания
- Лётчик-космонавт СССР (1982);
- Почётный гражданин города Калуги (9 сентября 1983)[9].
- почётный гражданин города Гагарин (9 апреля 1986)[10];
- Почётный гражданин города Долгопрудный (№ 1) (13 октября 1982)[11].
- Почётный гражданин города Кирова (29 мая 1995)[12].
- Почётный гражданин города Байконур (1982)[13];
- почётный гражданин городов Жезказган, Оклахома-Сити (штат Оклахома, США), Хантсвилл (штат Алабама, США), Тампа (штат Флорида, США);
- Почётный профессор МФТИ (2009)[14][15].

## Память
- в честь космонавта назван бульвар Космонавта Сереброва А. А. в городе Долгопрудном[16][17].
- В честь Александра Сереброва названа малая планета (365375) Serebrov, орбита которой находится в Главном поясе астероидов[18][19].

## Книги
- Серебров А., Дайсаку Икеда. Космос: Земля: Человек: Диалоги / Пер. с яп. — 2-е изд., М.: Изд-во Моск. ун-та, 2011. — 279 с. — Серия «Верить в человека: Избранные сочинения Дайсаку Икеды». — 1500 экз., ISBN 978-5-211-06225-2